# Канун (панихидный столик)

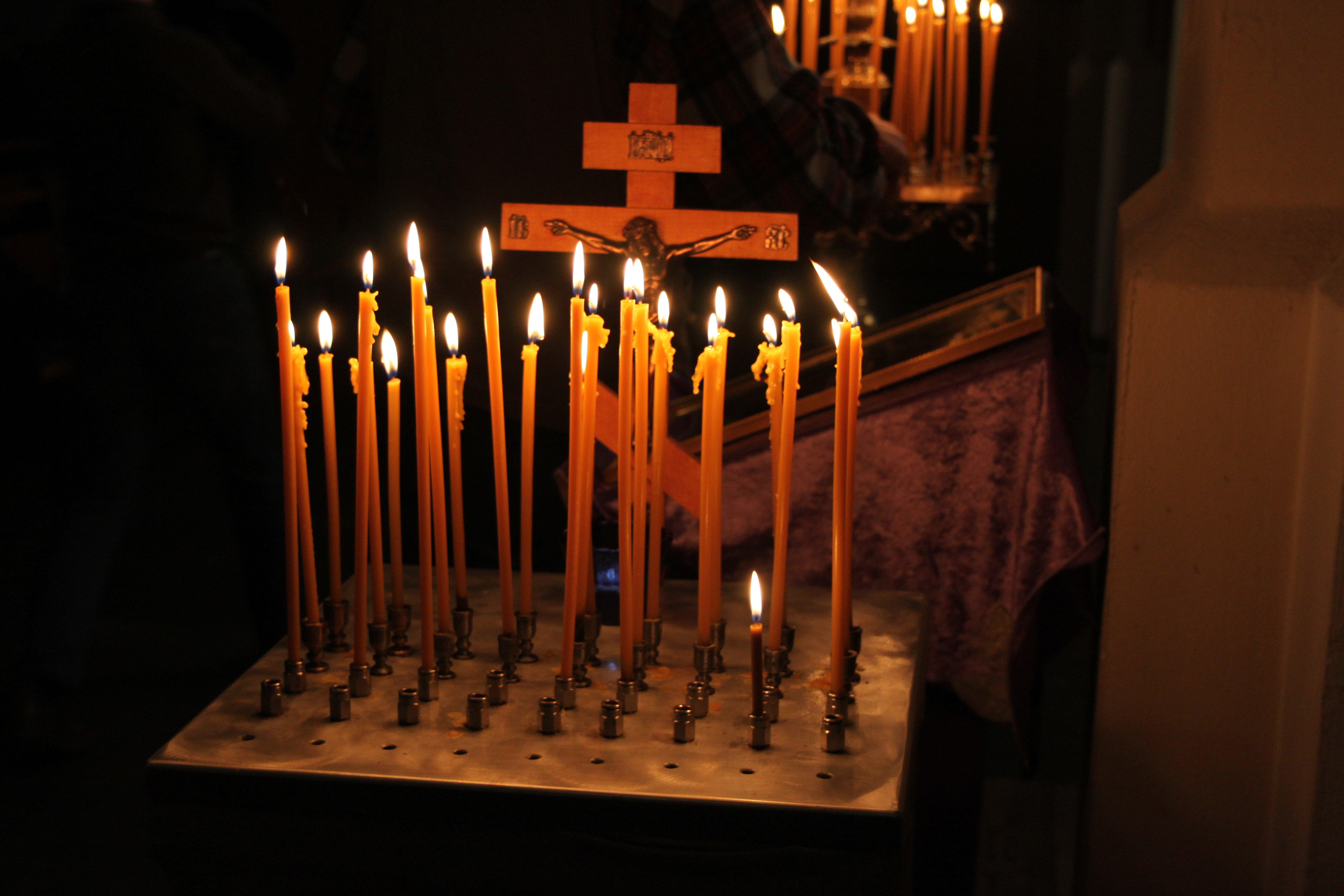
Зажжённые свечи на кануне

Кану́н (кану́нник, кано́н от др.-греч. κανών «правило») — четырехугольный стол (тетрапо́д от др.-греч. τετράποδα — «четвероногий»), с мраморной или металлической доской, на которой расположены ячейки для поминальных свечей; также каноном называют место рядом с тетраподом (обычно приставной столик), куда приносят продукты для поминовения усопших. На самом тетраподе стоит Распятие со Спасителем и с предстоящими Пресвятой Богородицей и апостолом Иоанном Богословом. Именно перед этим распятием (канунником) и совершаются панихиды и различные заупокойные богослужения.